# 自由党 (日本 1950-1955)
自由党（じゆうとう）は、かつて存在した日本の政党。後にこの党から鳩山一郎ら反吉田派が分離してできた自由党（鳩山自由党）と区別するために吉田自由党（よしだ じゆうとう）と呼ぶこともある。

## 歴史
単独講和を実現するために吉田茂は講和後の日本の安全保障と保守の結集による強力な体制が課題となった。そのために民主党総裁の犬養健に保守連携を申し入れた。民主党は連立派（犬養健総裁、保利茂幹事長）と野党派（苫米地義三最高委員長）に分裂したが、1950年（昭和25年）、前年の総選挙で第1党となった吉田茂の民主自由党は、民主党の合同支持派と合流して吉田自由党を結成した（「第二次保守合同」）。
総理総裁である吉田茂と吉田自由党の元で日本の復興とサンフランシスコ講和条約・日米安全保障条約（旧条約）の締結が進められた。公職追放が解除されて鳩山一郎らが復帰すると、日本社会党・日本共産党などの左翼勢力の台頭に対抗するため次第に逆コースと呼ばれる保守的な路線に政策転換した。
その後、バカヤロー解散のきっかけに見られるような吉田の「ワンマン」とも言われた政治手法への不満、吉田の総裁続投かあるいは鳩山の総裁復帰かという人事問題、戦前からの政治家と戦後に登場した政治家との対立から鳩山自由党の台頭など次第に亀裂が入るようになり、最終的に鳩山は離党して三木武吉・河野一郎・岸信介らとともに日本民主党を結成した。
1954年（昭和29年）6月、改正警察法案成立のための会期延長をめぐり、両派社会党との間で乱闘を繰り広げ（乱闘国会）、改正警察法案を強行可決した。同年12月、吉田退陣後に緒方竹虎が総裁となったものの、首班指名選挙で日本民主党を率いる鳩山に敗れた。1955年（昭和30年）、日本民主党と合同（保守合同）して自由民主党を結党した。

## 役職

### 歴代執行部役員表
| 総裁     | 幹事長     | 総務会長 | 政務調査会長 | 参議院議員会長 |
| -------- | ---------- | -------- | ------------ | -------------- |
| 吉田茂   | 広川弘禅   | 星島二郎 | 佐藤栄作     | 大野木秀次郎   |
| 〃       | 佐藤栄作   | 益谷秀次 | 根本龍太郎   | 〃             |
| 〃       | 増田甲子七 | 広川弘禅 | 吉武恵市     | 〃             |
| 〃       | 〃         | 益谷秀次 | 水田三喜男   | 〃             |
| 〃       | 〃         | 〃       | 〃           | 大屋晋三       |
| 〃       | 林譲治     | 〃       | 〃           | 〃             |
| 〃       | 〃         | 〃       | 木暮武太夫   | 〃             |
| 〃       | 佐藤栄作   | 三木武吉 | 〃           | 〃             |
| 〃       | 〃         | 〃       | 〃           | 松野鶴平       |
| 〃       | 〃         | 益谷秀次 | 池田勇人     | 〃             |
| 〃       | 池田勇人   | 大野伴睦 | 水田三喜男   | 〃             |
| 緒方竹虎 | 石井光次郎 | 〃       | 〃           | 〃             |

（参考文献：村川一郎・石上泰州『日本の政党』1995年3月、丸善株式会社・丸善ライブラリー、ISBN 4-621-05153-9，衆議院・参議院『議会制度百年史　院内会派編貴族院・参議院の部』1990年11月、大蔵省印刷局、ISBN 4-17-164809-2）

### 歴代総裁一覧
| 代 | 総裁 | 総裁     | 在任期間                                               |
| -- | ---- | -------- | ------------------------------------------------------ |
| 1  |      | 吉田茂   | 1950年（昭和25年） - 1954年（昭和29年）12月8日         |
| 2  |      | 緒方竹虎 | 1954年（昭和29年）12月8日 - 1955年（昭和30年）11月15日 |

（参考文献：村川一郎・石上泰州『日本の政党』1995年3月、丸善株式会社・丸善ライブラリー、ISBN 4-621-05153-9）

## 党勢の推移

### 衆議院
| 選挙         | 当選/候補者 | 定数 | 備考               |
| ------------ | ----------- | ---- | ------------------ |
| 第25回総選挙 | 240/475     | 466  | 追加公認+4、離党-2 |
| 第26回総選挙 | 199/316     | 466  | 追加公認+3         |
| 第27回総選挙 | 112/248     | 467  | 追加公認+2         |

### 参議院
| 選挙          | 当選/候補者 | 非改選 | 定数 | 備考       |
| ------------- | ----------- | ------ | ---- | ---------- |
| 第2回通常選挙 | 52/136      | 24     | 250  | 追加公認+1 |
| 第3回通常選挙 | 46/93       | 47     | 250  | 追加公認+1 |

（参考文献：石川真澄（一部山口二郎による加筆）『戦後政治史』2004年8月、岩波書店・岩波新書、ISBN 4-00-430904-2）
- 当選者に追加公認は含まず。追加公認には会派に加わった無所属を含む。